# Hollandgänger

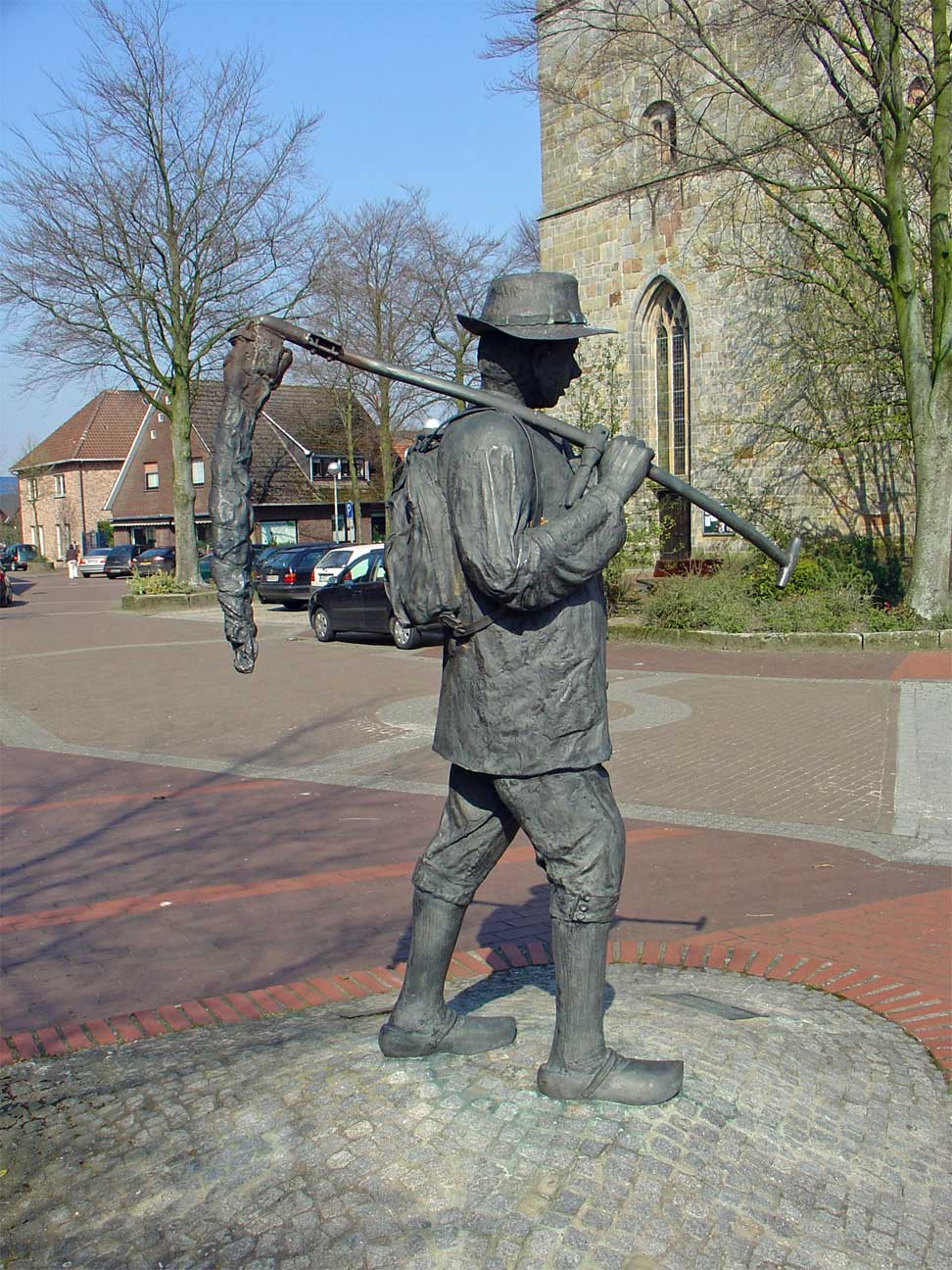
„Hollandgänger“ oder „Pickmäijer“ in Uelsen, Skulptur von Leo Janischowsky und seinem Partner (1997)

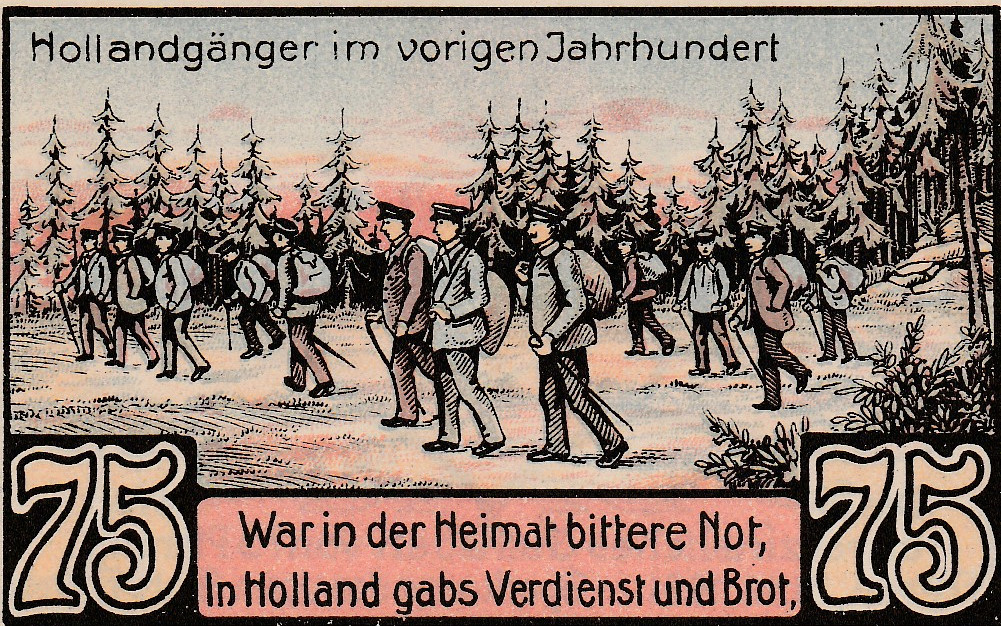
Hollandgänger auf einem Notgeldschein aus Freren von 1921

Hollandgänger waren Wanderarbeiter, die nach dem Dreißigjährigen Krieg, etwa ab 1650 bis in die 1930er Jahre – von sozialer Not getrieben – aus wirtschaftlich schwachen Gebieten Deutschlands saisonal in die Niederlande (umgangssprachlich: Holland) zogen, um dort zu arbeiten und ein dringend benötigtes Einkommen für sich und ihre Familien zu erzielen. Wanderarbeiter, die nach West- oder Ostfriesland zogen, wurden auch als „Frieslandgänger“ bezeichnet.
Der Hollandgang vorwiegend männlicher Arbeitskräfte war eine Form saisonaler Arbeitsmigration und wird heute als ein Teil des wesentlich größeren und umfassenderen Nordseesystems gesehen. Aus dem Hollandgang entwickelte sich in bestimmten Regionen Westfalens und angrenzenden Landesteilen der Töddenhandel. Frauen fanden in den Niederlanden vorwiegend längerfristige Anstellungen in Haushalten als Dienstmädchen bis zur Heirat. Der Höhepunkt der weiblichen Hollandgängerei war nach dem Ersten Weltkrieg in den 1920er Jahren.

## Ablauf der Hollandgängerei

### Saisonale Hollandgängerei
Die Hollandgänger brachen typischerweise in einer gemeinsamen Wanderbewegung im Frühjahr von ihrer Heimat zu Fuß auf und nutzten regelmäßig feste Routen, die zu zentralen Treffpunkten führten. Die Wanderarbeiter waren in Holland vor allem als Tagelöhner in der Landwirtschaft beschäftigt, vielfach als Grasmäher oder Torfstecher. Das Torfstechen galt als die schwerste Arbeit, die allerdings auch am höchsten bezahlt wurde. Andere Hollandgänger arbeiteten als Seeleute, in der Ziegelindustrie, bei der Geneverherstellung, als Deckenhausierer, Herings- und Walfänger. In der Regel verdingten sich jüngere Männer.
Die Unverheirateten unter den jungen Männern blieben – wie man aus holländischen Kirchenbüchern entnehmen kann – nicht selten auch dauerhaft in Holland und gründeten dort Familien. Ihre höchste Intensität erreichte die Hollandgängerei in der zweiten Hälfte des 18. Jahrhunderts. Die Zahl der Hollandgänger ist nicht genau belegt, wird aber zwischen 1700 und 1875 auf 20.000 bis 40.000 im Jahr geschätzt.

### Dienstmädchen
Junge Frauen arbeiteten vor allem nach dem Ersten Weltkrieg als Dienstmädchen in niederländischen Haushalten oder seltener in Bleichereien. Im späten 19. Jahrhundert bis in die 1920er Jahre war die Hollandgängerei für viele junge Frauen aus den Industriegebieten an der Ruhr mangels anderer Beschäftigungsalternativen oft die einzige Möglichkeit, zum Familienunterhalt beizutragen. In der ersten Hälfte der 1920er Jahre fanden etwa hundert- bis dreihunderttausend deutsche Frauen als Dienstmädchen in den Niederlanden Arbeit. 1934 waren zum Beispiel in Haarlem 60 Prozent der Hausangestellten Deutsche. In den 1930er Jahren versuchten die Behörden im Rahmen der „Hausmädchenheimschaffungsaktion“, vor allem aus bevölkerungspolitischen Gründen, die dort lebenden Frauen – teilweise gegen deren Widerstand – zur Rückkehr nach Deutschland zu bewegen. Behördliches Druckmittel war vor allem die Begrenzung der Gültigkeit der Reisepässe oder die Drohung mit Ausbürgerung.

## Ursachen des Hollandgangs
Die Hollandgänger kamen hauptsächlich aus den von großer Rückständigkeit und Armut geprägten Landstrichen Westfalens (vor allem Lipperland, Münsterland), aus dem Emsland, aus dem Tecklenburger Land, dem Osnabrücker/Mindener Raum, dem Oldenburgischen sowie aus dem Unterwesergebiet. Wenig fruchtbare Geest-, Moor- und Heidelandschaften warfen in diesen Landstrichen nur geringe Erträge ab; die ländliche Bevölkerung war von drückenden Steuern und Abgaben geplagt. Eingezwängt in traditionelle ländliche Strukturen kam es zudem bei relativ hohem Bevölkerungszuwachs kaum noch zur Schaffung neuer Vollbauernstellen. Als Folge entstand eine zunehmende Zahl von angesessenen Kleinbauern (Kötner, auch Kötter oder Kätner genannt), vor allem aber von landarmen Kleinstellenbesitzern (Brinksitzer oder Brinkkötter, auch Anbauer genannt). Weiter entwickelte sich eine stark anwachsende, nichtangesessene landlose Schicht von Heuerlingen, Häuslingen (auch als Einlieger oder Mietsleute bezeichnet), die nicht zur eigentlichen Dorfgemeinde zählten.
Diese Heuerlinge, Häuslinge und Brinksitzer stellten den Hauptstrom der Hollandgänger, der vielfach durch (verschuldete) Kötner, durch nicht erbberechtigte Söhne von Kleinbauern und sogar durch Vollbauern ergänzt wurde. Das vorherrschende Anerbenrecht ließ eine Teilung der Höfe nicht zu. Der Besitz ging so auf den erstgeborenen Sohn über, andere männliche Nachkommen wurden abgefunden. Nur vereinzelt schlossen sich Bauern, soweit sie in wirtschaftliche Not geraten waren, den Arbeitswanderern an. Angehörige der älteren Generation gingen nur in Zeiten akuter ökonomischer Krisen auf Wanderarbeit. Aus den gleichen Beweggründen, aus denen der Hollandgang entstanden ist, entwickelte sich im 19. Jahrhundert die Emigration nach Amerika.
Der starke Anstieg junger Frauen, die nach dem Ersten Weltkrieg Anstellung in den Niederlanden als Hausmädchen suchten, war einerseits auf den Frauenüberschuss nach dem Weltkrieg und damit auf mangelnde Heiratschancen und fehlende Versorgung zurückzuführen, anderseits aber auch auf die Verarmung breiter Teile der Bevölkerung durch die Hyperinflation infolge der Ruhrbesetzung.